# Region Faranah

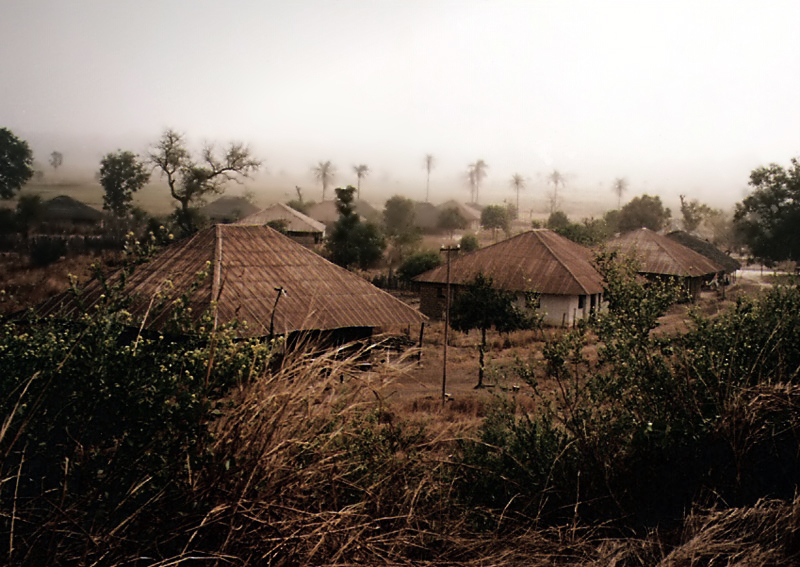

Faranah ist eine Region Guineas und hat eine Fläche von 35.581 km². Sie liegt in der Mitte des Landes, angrenzend an Mali im Norden und Sierra Leone im Süden. Ihre Hauptstadt ist das gleichnamige Faranah. Die Region hatte bei der letzten Volkszählung 2014 941.554 Einwohner und ist trotz eines starken Bevölkerungswachstums mit 26,5 Einwohnern pro Quadratkilometer immer noch dünn besiedelt.
Die Region Faranah liegt zum größten Teil in der geografischen Region Oberguinea; einzig die Präfektur Kissidougou im Süden wird zu Waldguinea gezählt. In den Bergen von Faranah entspringt der Fluss Niger.

## Verwaltungsgliederung
Die Region Faranah umfasst vier Präfekturen. Diese sind:
| Präfektur      | Fläche in km² | Ew. (2014) männlich | Ew. (2014) weiblich | Ew. (2014) Gesamt | Hauptort    |
| -------------- | ------------- | ------------------- | ------------------- | ----------------- | ----------- |
| Dabola         | 6350          | 85.392              | 95.745              | 181.137           | Dabola      |
| Dinguiraye     | 7965          | 94.387              | 102.082             | 196.469           | Dinguiraye  |
| Faranah        | 12966         | 134.663             | 145.507             | 280.170           | Faranah     |
| Kissidougou    | 8300          | 136.381             | 147.397             | 283.778           | Kissidougou |
| Region Faranah | 35.581        | 450.823             | 490.731             | 941.554           | Faranah     |

## Bedeutende Orte
Einwohnerstärkste Ortschaft der Region ist Kissidougou mit fast 100.000 Bewohnern. Weitere bedeutende Städte sind Faranah, Dabola und Dinguiraye.

## Bevölkerung
Die Zahl der Einwohner ist in den letzten Jahrzehnten stark gewachsen. Die Volkszählungen ergaben (1983) 425.160, (1996) 602.845 und (2014) 941.554 Bewohner. Zwischen 1983 und 2014 gab es ein jährliches Bevölkerungswachstum von 2,5 %.
Von der Einwohnerschaft waren (2014) 450.823 Personen männlich und 490.731 (52,1 % der Bevölkerung) Personen weiblich. Nur 203.828 Personen (21,7 % der Bevölkerung) wohnten 2014 in städtischen Gebieten.
Die Region ist zwar sprachlich sehr zersplittert. Die auch auf staatlicher Ebene dominierenden Sprachen Malinke (36,3 % der Einwohner) und Pular (27,9 % der Einwohner sind Peul) sind die wichtigsten Sprachen. Weitere bedeutende Sprachen in der Region Faranah sind Kissi (13,2 % der Einwohner), Landouma (12,3 % der Einwohner), Djalonké (6,7 % der Einwohner) und Lélé (2,3 % der Einwohner).
Wie die meisten Regionen Guineas ist die Region beinahe vollständig islamisiert (landesweit 2014 89,1 %). Der Islam (89,1 % der Einwohner) und das Christentum (9,7 % der Einwohner) haben in den letzten fünfzig Jahren stark zugelegt. Nur noch kleine Teile der Bewohner sind Anhänger ihrer traditionellen Religionen. Aber viele Muslime und Christen praktizieren eine Mischreligon aus traditionellem und neuem Glauben. Zudem hat der Sufismus wie überall in Westafrika eine bedeutende Anhängerschaft.